# Yukarıobruk, Çubuk
Yukarıobruk là một xã thuộc huyện Çubuk, tỉnh Ankara, Thổ Nhĩ Kỳ. Dân số thời điểm năm 2011 là 17 người.